# Acacia paradoxa
Acacia paradoxa DC. è una specie della famiglia delle Fabaceae, originaria dell'Australia.

## Descrizione

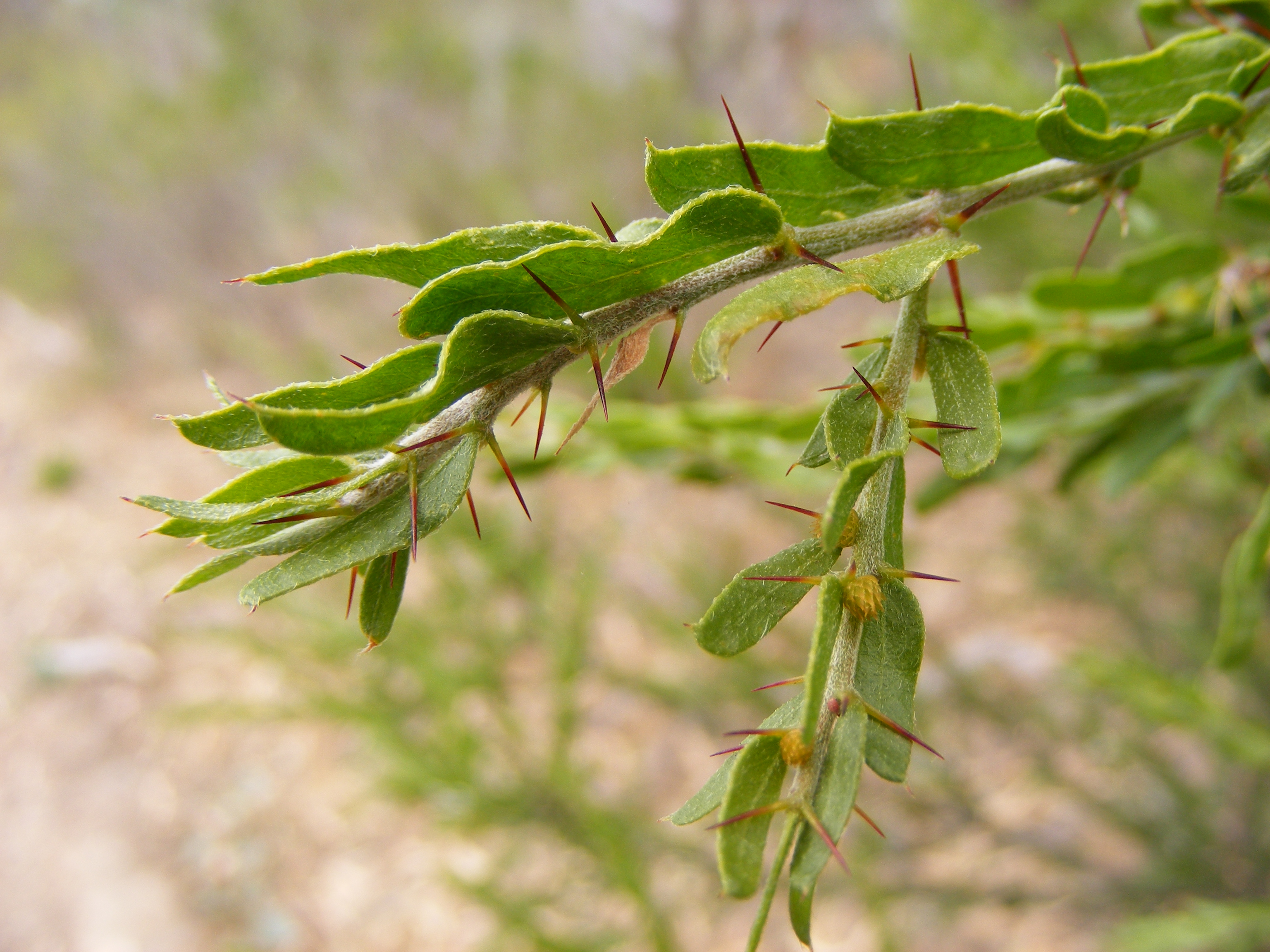

Può raggiungere anche oltre i due metri di altezza.
 
È spinosa. 
Fiorisce in primavera con fiori rotondi giallo vivo.

## Usi
Usata come pianta ornamentale: teme il vento ed il gelo.